# Dolmen de la Quarantena

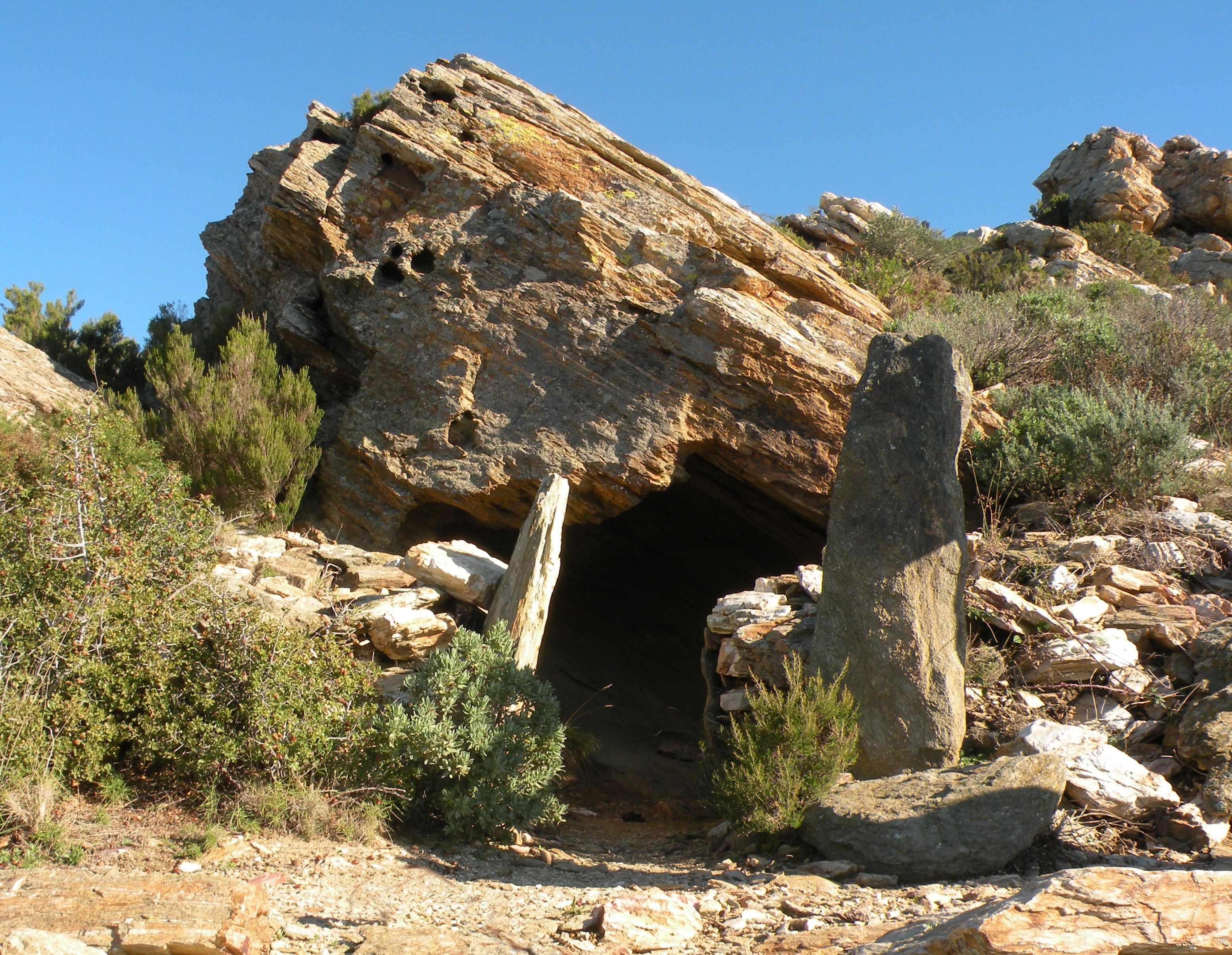
Dolmen de la Quarantena I

Die Höhlen-Dolmen de la Quarantena I + II (auch „Rec de la Quarantena“ oder „Riera Quarantena“ genannt) liegen auf der nordöstlichen Seite des Puig Marès, in Richtung des Baches Quarantena auf einem Felsvorsprung in der Nähe des Parc Megalític de Roses im spanischen Katalonien. Die Dolmen bei Roses in der Comarca Alt Empordà werden auf 2500 bis 2000 v. Chr. datiert.

## Dolmen I
Der Dolmen gehört zur in Katalonien häufiger anzutreffenden Gruppe der Paradolmen. Er liegt auf abschüssigem Gelände und nutzt einen ausgehöhlten Felsaufschluss für die Kammer. Vervollständigt wird die Struktur durch einen Gang aus Platten und Wände aus Trockenmauerwerk. Die etwa 2,0 m lange unregelmäßig, elliptische Kammer liegt innerhalb der Höhle und orientiert sich in südlicher Richtung. Sie ist etwa 3,3 m breit und 1,25 m hoch. In der Kammer wurde ein ebenes Pflaster aus Schieferplatten bezeugt. 
Von dem auf einer niedrigeren Ebene liegenden Gang sind nur zwei zerklüftete und bearbeitete Schieferplatten erhalten. Die linke Platte ist 70 cm breit, 90 cm hoch und 12 cm dick. Die rechte ist 65 cm breit, 95 cm hoch und 12 cm dick. Der Boden ist ebenfalls gepflastert.

Dolmen de la Quarantena I
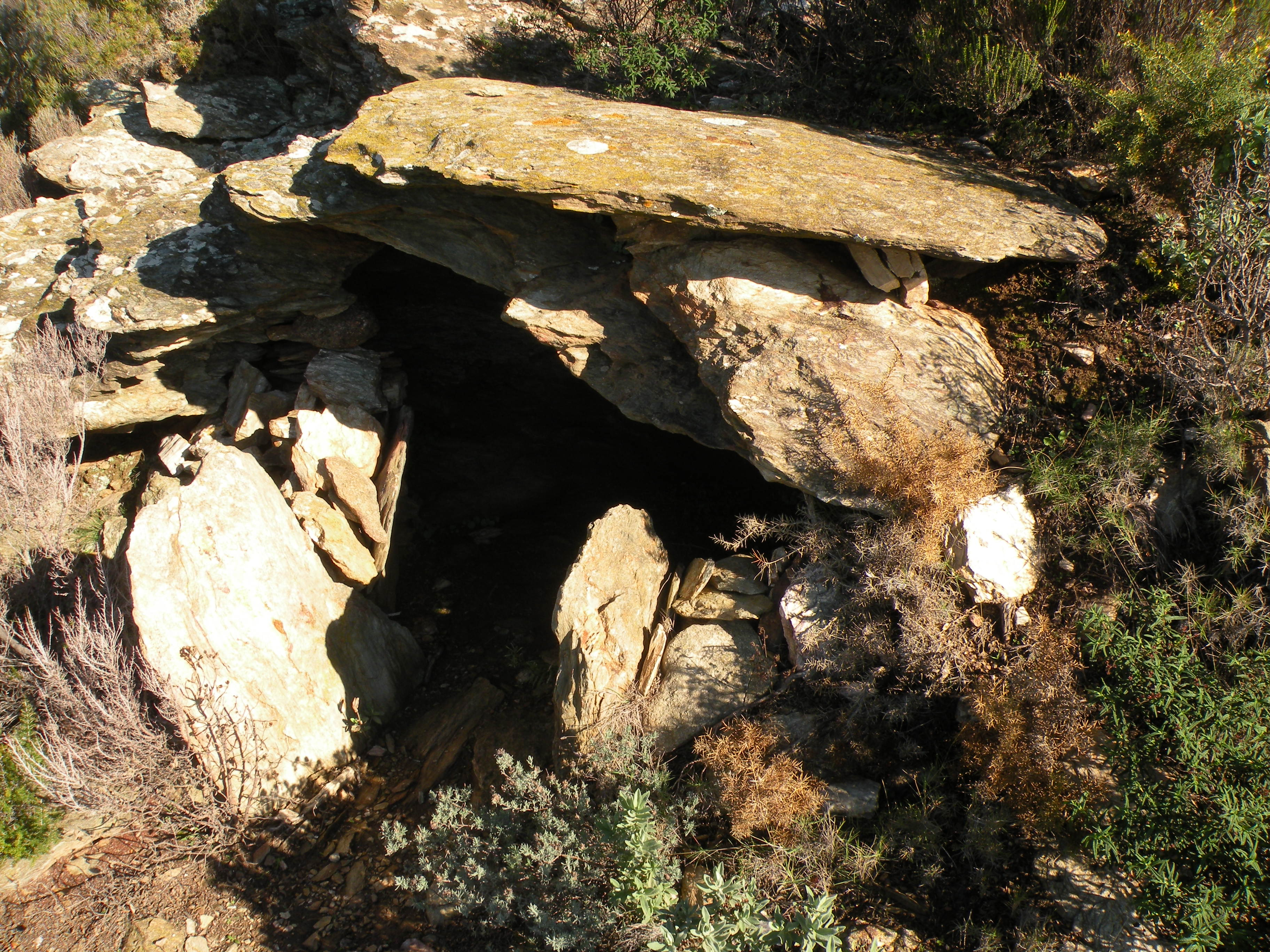
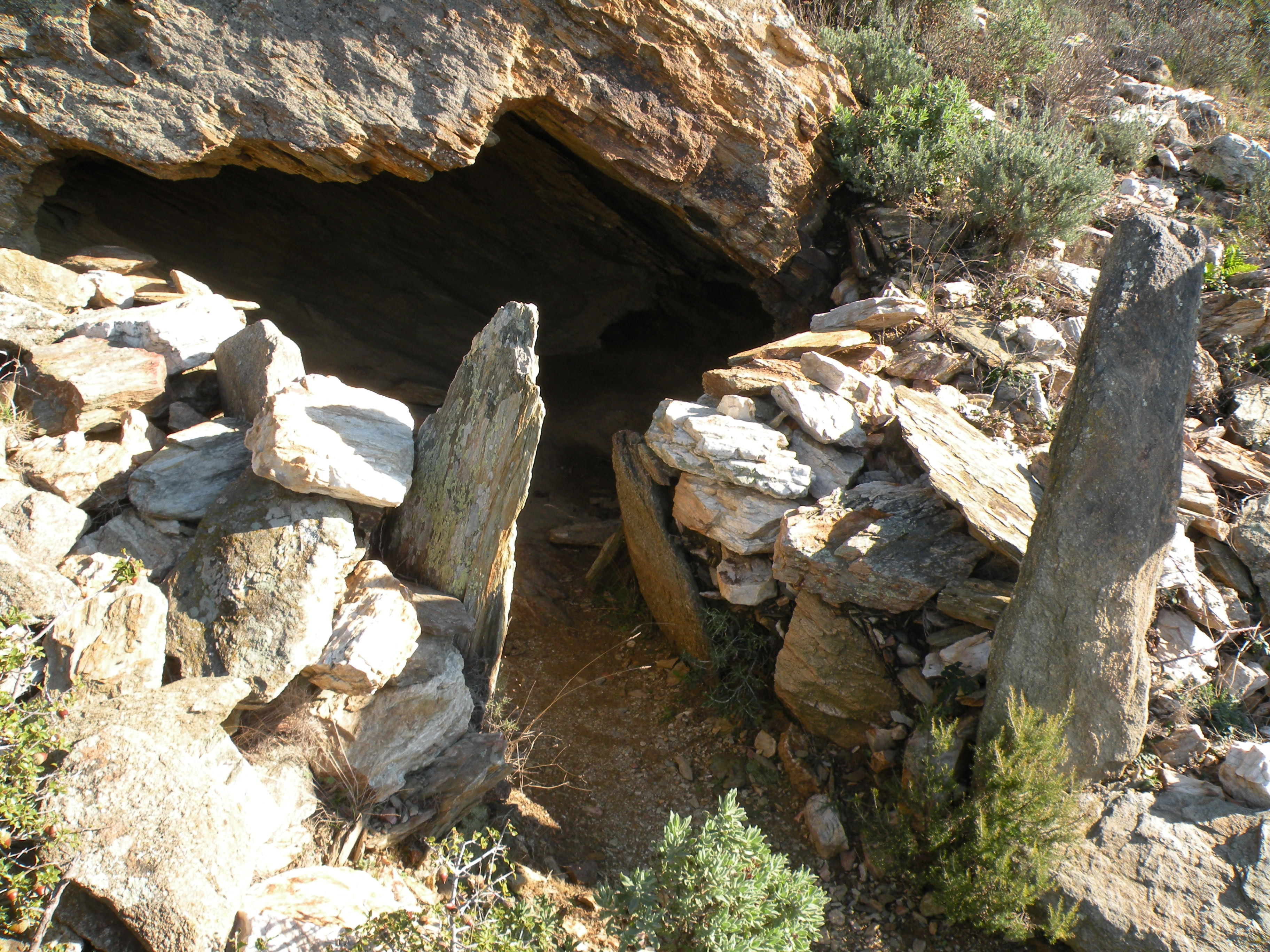

Der Raum zwischen dem Gangende und der Höhlenkammer wurde durch Trockenmauerwerk geschlossen, das nach innen verkippt war. Die linke Wand hat als zusätzliche Unterstützung eine etwa 10 cm dicke, 65 cm lange und breite Platte. Der Steinhügel der das Ganze umgab ist auf der rechten Seite des Ganges ziemlich gut erhalten. Die Randsteineinfassung, die den Umfang begrenzte ist verschwunden.
Während der archäologischen Ausgrabung wurden keine Knochenreste gefunden. Das hängt mit dem Säuregehalt des Bodens zusammen. Von den Grabbeigaben, die die Körper begleiteten, wurden nur einige Stücke handgemachter Keramik gefunden.

## Dolmen II
Der Höhlen-Dolmen de la Quarantena II wurde 1999 entdeckt. Er befindet sich etwa 50 m südlich des 1998 entdeckten Dolmen de la Quarantena I, mit dem er am Cap de Creus am Übergang zum 3. Jahrtausend v. Chr. eine endneolithisch-chalkolithische Gruppe in der letzten Phase der Gangdolmen bildet. 
Bei der Ausgrabung im Jahr 2000 wurden Fragmente handgefertigter Keramik gefunden, die dieser Phase entsprachen. Es ist eine als Grabkammer verwendete natürliche Höhle, die durch einen Bruch im lokalen Gneis gebildet wurde. Davor liegt ein kurzer Korridor, der aus Platten und Trockenmauerwerk besteht. Am Eingang des Ganges steht auf der rechten Seite ein anthropomorpher Menhir.